# 554466 Pablomotos
554466 Pablomotos è un asteroide della fascia principale. Scoperto nel 2007, presenta un'orbita caratterizzata da un semiasse maggiore pari a 3,0782646 au e da un'eccentricità di 0,1826541, inclinata di 28,08591° rispetto all'eclittica.